# Mollisia discolor
Mollisia discolor är en svampart som först beskrevs av Jean François Montagne, och fick sitt nu gällande namn av William Phillips 1887. Mollisia discolor ingår i släktet Mollisia och familjen Dermateaceae.  Arten är reproducerande i Sverige. Utöver nominatformen finns också underarten longispora.